# Zieria veronicea
Zieria veronicea är en vinruteväxtart. Zieria veronicea ingår i släktet Zieria och familjen vinruteväxter.

## Underarter
Arten delas in i följande underarter:
- Z. v. insularis
- Z. v. veronicea